# Stepno
Stepno – osada w Polsce położona w województwie zachodniopomorskim, w powiecie szczecineckim, w gminie Biały Bór. Miejscowość wchodzi w skład sołectwa Stepień.
W latach 1975–1998 wieś należała do woj. koszalińskiego.